# Antoine de Haynin
Antoine de Hennin, puis Antoine de Haynin, en latin Antonius Hayninius, né à Valenciennes en 1555 et mort à Ypres le 1er décembre 1626, est le cinquième évêque d'Ypres. Il est le fils de Claude Hennin, seigneur de Querenain, et de Catherine L'Aoust, sa première épouse, et appartient à la branche cadette du Cornet de la Maison de Haynin, rameau des seigneurs de Warlaing et de Quérénaing, une très ancienne famille de la noblesse du Hainaut.

## Sa carrière
Antoine étudie à la faculté de théologie de l'Université de Douai d'où il sort avec le grade de licencié en théologie.
Il est rapidement nommé chanoine de l'église métropolitaine de Cambrai, mais lorsque cette ville tombe sous le contrôle du duc d'Alençon, partisan de l'indépendance des Pays-Bas, il se réfugie à Ypres où l'évêque Pierre Simons lui confère la cure de la paroisse de Saint-Nicolas et le fait chanoine du chapitre de la cathédrale.
C'est alors qu'il est curé de Saint-Nicolas qu'il fonde auprès de l'Université de Douai le séminaire destiné à l'étude de la théologie qui porte son nom, le Seminarium Henninianum.
Le 13 avril 1614, il succède à Jean Vischer comme évêque d'Ypres.

## La guerre d'indépendance des Pays-Bas
La carrière d'Antoine de Haynin se déroule durant une époque troublée par la guerre d'indépendance des Pays-Bas.
Le duc d'Alençon, resté catholique, est favorable au parti de l'indépendance et prend le titre de protecteur de la liberté des Pays-Bas. Il est invité par Guillaume d'Orange à devenir le souverain des Pays-Bas et il reçoit le titre de duc de Brabant en 1582.
Les Pays-Bas du Nord parviennent à créer un État indépendant où règnent la liberté de culte et de conscience.
Quant aux Pays-Bas méridionaux (Belgique actuelle ; France partiellement Nord et PdC), ils retombent sous domination espagnole où seul le culte catholique est autorisé.

## Son action religieuse
Antoine de Haynin a marqué de son nom son époque et le secteur de Bruges par ses actions pour rétablir le catholicisme, suivant en cela la politique d'Albert et Isabelle qui le firent évêque de Bruges. Il parvint alors à éloigner le protestantisme de son diocèse.

## L'éditeur de Rhaban Maur
L'érudit Jacques de Pamele (Iacobus Pamelius) avait préparé une gigantesque édition des œuvres complètes de Raban Maur mais, mourant inopinément le 19 septembre 1587, ne peut en surveiller l'édition.
C'est Antoine de Haynin, aidé de Georges Colve, qui mènera à bien ce travail, édité à Cologne chez l'imprimeur Antonius Hieratus en 1626 en 3 volume in-folio de six tomes : Hrabani Mauri, abb. Fuldensis, postea archiep. Moguntini, Opera, a R. D. Jac. Pamelio edita. Coloniae-Agripp., sumpt. Antonii Hierati, 1626, in-fol., 6 tom. en 3 vol.

## Son tombeau
Le mausolée en marbre de ce prélat a été récemment restauré et est considéré comme un important monument.
Ce monument situé dans le chœur de la cathédrale d'Ypres, tout près de celui de Rithovius, porte selon Sanderus l'inscription suivante:
Ad majorem Dei Gloriam
Antonius de Haynin,
V. Episcopus Iprensis,
Vivens fundavit, dotavit, et haeredem scripsit,
Seminarium Henninianum.
Sancto Salvatori Sacrum
In Academiâ Duacenâ
Reliquiarumque Sancti Martini
Huic Ecclesiae donavit.
Obiit
Kalend. Decemb. Ann. CIC. VI. C. XXVI
Aetatis suae LXXI
Qui frequentiori gloriae populique precibus
Se commendatum cupiens
Hoc loco carnis resurrectionem expectat.
Lector, ora pro eo,
Symbolum hujus praesulis fuit :
In Cruce Salus .